# Movimento de Esquerda Revolucionária (Chile)
O Movimento de Esquerda Revolucionária (em espanhol: Movimiento de Izquierda Revolucionária), MIR, é um organização política de viés marxista-leninista e guevarista chilena. Foi fundada em 15 de agosto de 1965 e atuou como um movimento de tipo vanguardista dos setores operários e camponeses até a década de 1970. O MIR era bastante influenciado pelo modelo político surgido com a Revolução Cubana  e o surgimento de movimentos guerrilheiros na América Latina.  Teve uma política de ação direta e armada desde 1967, deixando de lado essas ações durante o governo da Unidade Popular.. Durante a ditadura militar, o MIR voltou a protagonizar diversas ações de resistência popular ao regime repressivo. Em seu ápice, no ano de 1973, contava com aproximadamente 10 mil integrantes.

## História

### Origens do MIR
O MIR foi fundado em agosto de 1965 a partir da unificação de pequenos grupos políticos, históricos militantes trotskistas e socialistas, dirigentes sindicais de tradição anarquista e militantes que haviam rompido com as juventudes do Partido Socialista e do Partido Comunista.

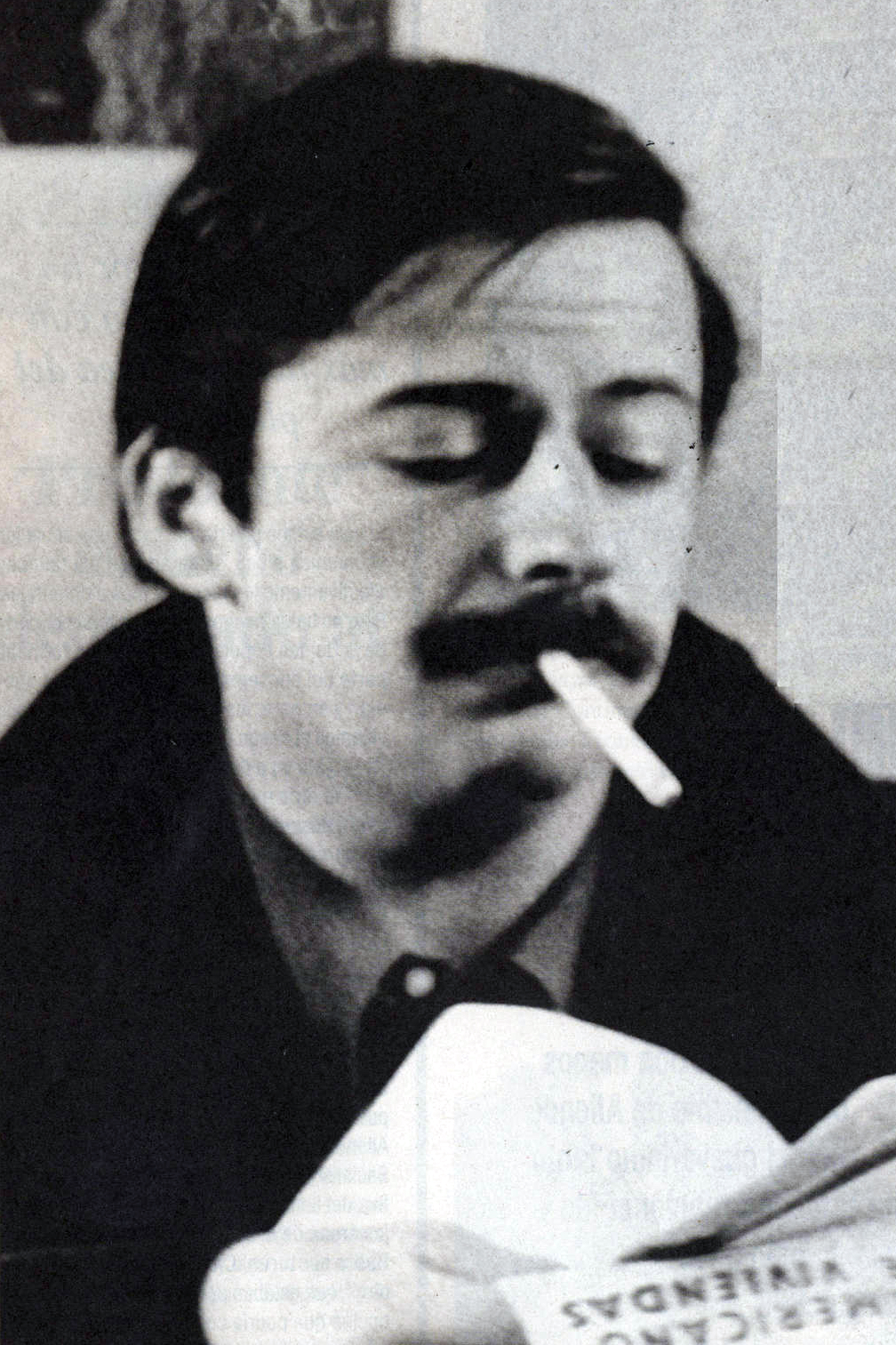
Miguel Enríquez. Dirigente histórico do MIR, morto pela ditadura militar.

No Congresso Fundacional, realizado na sede da Federação de Trabalhadores do Couro e Calçado. além de militantes independentes, estiveram presentes: 
1. Os dirigentes do grupo Vanguarda Revolucionária Marxista-Rebelde, organização surgida na Universidade de Concepción, da qual fizeram parte brevemente um grupo de jovens oriundos do Partido Socialista (PS). Entre eles estavam: Miguel Enríquez, seu irmão Marco Antonio, Bautista van Schouwen e Marcello Ferrada de Noli (líder do chamado Núcleo Espártaco).
2. Integrantes do Movimento de Forças Revolucionárias (MFR), que havia sido fundado em 1961 pelo sindicalista Clotario Blest.
3. Ex-militantes do Partido Socialista, entre eles os intelectuais Oscar Waiss e Enrique Sepúlveda.
4. Ex-integrante do Partido Socialista Popular.
5. Ex-militantes do Partido Radical do Chile
6. Anarquistas do grupo Libertário, reunidos em torno do anarco-sindicalista Ernesto Miranda;
7. Ex-militantes das Juventudes Comunistas do Chile, lideradores por Luciano Cruz, que eram críticos às políticas de seu partido (o PC).
8. Um setor do Partido Socialista Revolucionário;
9. Os membros do Partido Operário Revolucionário do Chile (POR), reunidos em torno do historiador trotskista Luis Vitale.

No I Congresso Fundacional de 1965 foram aprovados documentos: A conquista do poder pela via insurrecional (escrito por Miguel Enríquez, Marco Antonio Enríquez y Marcello Ferrada de Noli, a Declaração de Princípios e o Programa. A Declaração de Princípios do MIR, afirma:
E no Artigo VII:
O II Congresso (1967) esteve marcado pela ascenso da liderança do grupo de estudantes provenientes da Vanguarda Revolucionaria Marxista-Rebelde, enquanto os militantes de tradição trotskista se viram marginalizados.
No período posterior ao Congresso, descontentes com a hegemonia da posição guevarista no partido, deixaram a organização Luis Vitale, Oscar Waiss, Clotario Blest, Ernesto Miranda e o restante dos militantes de tradição anarquista e trotskista.
Em 1968, integram-se ao MIR os pequenos grupos Avanzada Marxista (GRAMA) de Concepción e Forças Armadas Revolucionarias (FAR) de Santiago.

### Durante o governo de Salvador Allende
Com a chegada ao poder em 1970 da Unidade Popular do presidente Salvador Allende, a direção do partido determinou suspender qualquer tipo de ação armada, ao mesmo tempo em que assumia uma postura de apoio crítico e condicional ao governo,  sustentando a necessidade de ampliar a mobilização e organização social. O MIR não fez parte formal da Unidade Popular, e apesar das diferenças com Allende, o MIR colaborou com o governo em diversos momentos, como na organização da guarda pessoal armada do presidente. O MIR deixou de ser perseguido, podendo sair da clandestinidade a que estava submetido desde os anos de governo do democrata-cristão Eduardo Frei Montalva e iniciou uma rápida inserção política em diversos setores sociais. Para isso organizava as chamadas Frentes de Massas, como o Movimento de Camponeses Revolucionários (MCR), o Movimento Universitário de Esquerda (MUI), a Frente de Trabalhadores Revolucionários (FTR), a Frente de Pobladores Revolucionários (FPR) e a Frente de Estudantes Revolucionários (FER).
Entre 1970 a 1973, o MIR se converteu em um partido com influência nacional e disputava a estratégia política com outros setores mais identificados com reformas ou proposições revolucionárias por meios pacíficos. Essa disputa ocorreu principalmente contra o Partido Comunista, Neste sentido, por exemplo, o MIR competiu na eleição para a reitoria da Universidade do Chile, com a candidatura do estudante universitário Andrés Pascal Allende (sobrinho do presidente); e participou nas eleições para a direção da Central Única dos Trabalhadores (CUT), conquistando cerca de 2% dos votos. Ao mesmo tempo, adquiriu um influência significativa entre o campesinato, principalmente nas regiões de Cautín e Chillán. Além disso, inseriu-se em acampamentos de populações periférica e pobre, tornando-se a principal referência no acampamento Nueva Habana.

### Durante a ditadura militar
Depois do golpe de estado, que levou ao poder Augusto Pinochet em 1973, o MIR foi proscrito e duramente reprimido, centenas de seus dirigentes e militantes foram mortos e torturados, e até o dia de hoje muitos deles permanecem como presos políticos desaparecidos. Seus militantes foram mandados para diversos centros de detenção e tortura, como Villa Grimaldi, Londres 38 e Venda Sexy. O secretario geral, Miguel Enríquez, foi assassinado em um cerco efetuado pelas forças de segurança da ditadura, em 5 de outubro de 1974 e a direção do partido ficou a cargo de Andrés Pascal Allende.
O MIR realizou múltiplos esforços com o objetivo de derrotar política e militarmente a ditadura, organizando ações armadas e de mobilização social. Do exterior, montou a Operação Retorno (1977-1979), quando muito dos quadros da organização regressaram ao país para realizar tarefas de atuação política, operações militares e propaganda. Entre elas se pode citar o roubo da bandeira da Independência (1980) e o atentado causou a morte ao prefeito de Santiago, o general do Exército Carol Urzúa (1983).
Durante a ditadura, teve maior presença no movimento de populações pobres, por meio da Organização de Pobladores (ODEPO). Desenvolveu também um importante trabalho na reconstrução do movimento estudantil universitário e secundarista de oposição, com a criação da União Nacional de Estudantes Democráticos e, posteriormente, a Juventude Rebelde Miguel Enríquez. Seus militantes participaram, ademais, na defesa de pessoas que sofriam as violações de seus direitos humanos, impulsionando a criação do Comitê de Defesa dos Direitos do Povo (CODEPU)  em 1980. E com uma menor inserção no movimento sindical. Também participou da criação do Movimento Democrático Popular (1983-1987), que reunia as organizações anti-ditatoriais de esquerda.
Em finais da década de 1970 e início da de 1980, o MIR tinha cerca de 3 mil membros e simpatizantes. Um dos momentos mais dramáticos de sua historia foi a tentativa de organizar uma coluna guerrilheira no campo, com um grupo de combatentes infiltrados na região de Neltume e Nahuelbuta em 1981 . Essa coluna foi descoberta e aniquilada pela ditadura.

### Divisão do MIR (1987-1997)
A partir de 1987, a organização sofreu uma serie de divisões internas, surgidas como consequência do debate sobre as formas de luta a ser implementada contra a ditadura. Inicialmente surgiram três frações no partido: 1) a liderada por Hernán Aguiló — que havia sido dirigente da Frente de Trabalhadores Revolucionários — defendia privilegiar as formas armadas de luta; 2) a fração encabeçada por Nelson Gutiérrez e o jovem dirigente Jecar Neghme Cristi, denominada MIR político por rechaçar a continuação da luta armada naquela conjuntura que vivia o país; 3) a liderada por Andrés Pascal Allende, denominada corrente histórica, que propunha combinar formas de luta de massas com ações armadas.
Os setores liderados por Aguiló e Pascal foram caindo vítimas da repressão policial e terminaram desaparecendo diluídos em pequenos grupos autônomos. A última fração que tentou levar adiante ações armadas seria denominada MIR - Exército Guerrilheiro dos Pobres - Pátria Livre (MIR-EGP-PL), formado em meados de 1991. Essa fração logo se veria fortemente debilitada pela repressão policial, culminando com uma parte de seus militantes presos, na prática desaparecendo como ator político na metade da década de 1990.
Por outro lado, o denominado "MIR Gutiérrez" abandonou qualquer tentativa de impulsionar formas de luta armada e tratou de desenvolver uma estratégia de inserção no processo político que se abriu após o plebiscito de 1988 que definiu o fim da ditadura militar. Contudo, essa fração acabou por se dissolver em 1990, dando origem a outras três grupos menores.  O primeiro grupo defendia migrar para o Partido Socialista ou a outras organizações de centro-esquerda, argumentando que o MIR já não teria sentido com o fim da ditadura. O outro foi a chamada Direção Nacional Provisória, encabeçada por Carlos Lafferte, Luciano Vejar, Mauricio Chamorro e Pedro Huerta, que apostavam na continuidade do MIR e do projeto revolucionário em um novo contexto político e que com outras agrupações da esquerda deram origem ao Movimento de Esquerda Democrático Allendista (MIDA) em 1991. Por último, o que atualmente mantem sua identificação com a organização histórica liderada por Demetrio Hernández, membro do comitê central do MIR Político.

## Dirigentes históricos del MIR
- Miguel Enríquez[10]
- Bautista van Schouwen[10]
- Andrés Pascal Allende[10]
- Sergio Pérez Molina[10]
- Dagoberto Pérez Vargas[10]

### Secretários gerais
| Nome                   | Período        | Notas                                                                           |
| Primeira etapa         | Primeira etapa | Primeira etapa                                                                  |
| ---------------------- | -------------- | ------------------------------------------------------------------------------- |
| Enrique Sepúlveda      | 1965-1967      | Eleito secretário geral fundacional do MIR.                                     |
| Miguel Enríquez        | 1967-1974      | Eleito no III Congresso do MIR.                                                 |
| Hernán Aguiló          | 1975-1977      | Atuou como representante de Pascal Allende,enquanto este estava no estrangeiro. |
| Andrés Pascal Allende  | 1975-1985      | Sucessor de Enríquez, secretário geral entre 1975 e 1977 no exílio.             |
| Frações do MIR         |                |                                                                                 |
| Andrés Pascal Allende  | 1985-c. 1990   | Corrente «histórica»                                                            |
| Hernán Aguiló          | 1987-c. 1994   | MIR «Comissão Militar»                                                          |
| Nelson Gutiérrez       | 1987-1991      | MIR «Político»                                                                  |
| Demetrio Hernández     | 1992-1997      | MIR «Político»                                                                  |
| Continuidade histórica |                |                                                                                 |
| Demetrio Hernández     | 1997-2006      | Ratificado pelo V Congresso do MIR.                                             |
| Monica Quilodrán       | 2006-2014      |                                                                                 |
| Demetrio Hernández     | 2014-presente  |                                                                                 |

## Referencias
1. ↑  Palieraki, Eugenia, 1977-, autora. (2014). ¡La revolución ya viene! : el MIR chileno en los años sesenta. Santiago: LOM. OCLC 1011556296
2. ↑  Alvarez Vergara, Marco, 2015. "La Constituyente Revolucionaria. Historia de la fundación del MIR chileno". LOM Ediciones, Santiago, Chile.
3. ↑  Álvaro Pérez Jorquera. El debate de estrategias al interior del MIR. Elementos para una reconstrucción histórica crítica sobre el Movimiento de Izquierda Revolucionaria (1965 - 1990), tesis de grado, enero 2014, Santiago; acceso 03.08.2017
4. ↑  Pedro Alfonso Valdés Navarro. Elementos teóricos en la formación y desarrollo del MIR durante el periodo 1965-1970, tesis de grado, 2008; Universidad de Valparaíso
5. ↑  José Leonel Calderón López. La política del Movimiento de Izquierda Revolucionaria (MIR) durante los dos primeros años de la dictadura militar, tesis de grado, 2009; Universidad de Santiago de Chile
6. ↑  MIR. «Declaración de Principios del MIR - 15 de agosto de 1965». Consultado em 13 de agosto de 2013
7. ↑  La historia del robo de la bandera inspiró un capítulo de la serie de Televisión Nacional de Chile, Los archivos del cardenal. Pascal Allende concedió recientemente una entrevista para investigación periodística sobre el caso en «Copia archivada». Consultado em 11 de setembro de 2011. Cópia arquivada em 16 de outubro de 2011
8. ↑  Political Terrorism: A New Guide to Actors, Authors, Concepts, Data Bases, Theories, & Literature, Alex Peter Schmid & Albert J. Jongman, edición de 2005 (original de 1988), por Transaction Publishers, pp. 522.
9. ↑  http://www.lahaine.org/index.php?blog=3&p=19442
10. 1 2 3 4 5  http://www.lashistoriasquepodemoscontar.cl/miguele.htm
11. 1 2  http://www.memoriachilena.cl/602/w3-article-31553.html
12. ↑  http://www.puntofinal.cl/551/balance.htm
13. ↑  https://cepchile.cl/cep/site/artic/20160304/asocfile/20160304093124/rev91_perez.pdf
14. 1 2  http://www.economiaynegocios.cl/noticias/noticias.asp?id=233768
15. ↑  «Secretariado de Organización». Consultado em 9 de outubro de 2014. Cópia arquivada em 29 de agosto de 2014